# إدوارد فيسير
إدوارد سي فيزر (بالإنجليزية: Edward Feser)‏ (ولد في 16 أبريل 1968) هو فيلسوف أمريكي، وهو أستاذ مشارك في الفلسفة في كلية باسادينا في مدينة باسادينا - كاليفورنيا. وقد كان أستاذا ً مساعداً زائراً في جامعة لويولا ماريماونت في لوس أنجلوس وباحثاً زائراً

في مركز الفلسفة والسياسات الاجتماعية في جامعة بولينغ غرين ستيت في بولينغ غرين، أوهايو.
دعا من قبل المراجعة الوطنية «واحد من أفضل الكتاب المعاصرين في الفلسفة،» فيزر هو مؤلف على نوزيك، فلسفة العقل، الخرافة الأخيرة، دحض الألحاد الجديد، الأكويني، الميتافيزيقيا الدراسية: مقدمة معاصرة، مقال جديد في المدرسة، وخمسة أدلة على وجود الله، والمؤلف المشارك من قبل الإنسان يجب أن تسفك دمه، دفاع كاثوليكي عن عقوبة الإعدام. ومحرر رفيق كامبريدج لحايك وأرسطو على الأسلوب والميتافيزيقيا. وهو أيضا مؤلف العديد من المقالات الأكاديمية. اهتماماته البحثية الأكاديمية الأساسية هي في الميتافيزيقيا، اللاهوت الطبيعي، فلسفة العقل، والفلسفة الأخلاقية والسياسية. 
يكتب فيزر عن السياسة والثقافة، من وجهة نظر محافظة. وعلى الدين، من منظور الروم الكاثوليك التقليدي. وفي هذا الصدد، ظهر عمله في منشورات مثل الأمريكي، المحافظ الأمريكي، تقرير العالم الكاثوليكي، مجلة المدينة، استعراض كليرمونت للكتب، الأزمة، الأشياء الأولى، الحرية، الاستعراض الوطني، استعراض أكسفورد الجديد، الخطاب العام، السبب، وت. س. س اليومية.  هو معروفة لكتاباته في الفلسفة.

## التعليم
يحمل فيزر درجة الدكتوراه في الفلسفة من جامعة كاليفورنيا في سانتا باربرا، ودرجة الماجستير في الدين من كلية كليرمونت للدراسات العليا، وشهادة الدكتوراه في الفلسفة والدراسات الدينية من جامعة ولاية كاليفورنيا في فولرتون. وعنوانه "راسل، حايك، ومشكلة العقل والجسم"." 

## المهنة
فيزر: هو أستاذ مشارك في الفلسفة في كلية مدينة باسادينا، وكان أستاذا مساعدا زائرا للفلسفة في جامعة لويولا ماريماونت وباحثا زائرا في مركز الفلسفة والسياسات الاجتماعية بجامعة بولينغ غرين ستيت.
كتاب فيزر «الخرافة الأخيرة: دحض الإلحاد الجديد» يجعل حجة فلسفية للنظرة العالمية الأرستقراطية-التومية الكلاسيكية على وضد الافتراضات المادية والتحيزات العلمية للملحدين المعاصرين مثل ريتشارد دوكينز، الذي هو ذكره بشكل خاص.
وقد كتب فيزر مقالات لمنشورات مثل: الأمريكي، المحافظ الأمريكي، تقرير العالم الكاثوليكي، مجلة المدينة، استعراض كليرمونت للكتب، الأزمة، الأشياء الأولى، الحرية، الاستعراض الوطني، استعراض أكسفورد الجديد، الخطاب العام.

## الحياة الشخصية
يعيش فيزر مع زوجته وأولاده الستة في لوس أنجلوس، كاليفورنيا. 